# Ivan Gálfy
Ivan Gálfy (15. července 1933 – 19. července 2011) byl přední slovenský horolezec, organizátor a vedoucí himálajských expedicí a člen Horské služby.

## Lezecké výkony
Absolvoval kolem 700 výstupů v Tatrách, včetně několika desítek prvovýstupů. Působil též v Alpách a na Kavkaze (Džangitau, Dychtau, Šcheľda). Zúčastnil se dvou výprav do Hindúkuš: v roce 1965 vystoupil na čtyři šestitisícovky a v roce 1967 absolvoval slovenské prvovýstupy na Dir Zom a Tirič Mír (7708 m). Během výpravy na Nanga Parbat v roce 1971 zdolal Rakiotský štít (7074 m). V roce 1975 jako člen výpravy do And vystoupil na Illimani a Huascarán.

## Organizace a vedení expedicí
V letech 1969 až 1987 vedl celkem devět himálajských expedic. Více než polovina expedic dosáhla vrcholu. Vedl i expedice na Nanga Parbat (1969 a 1971), Makalu (1973 a 1976), Jannu (1979 a 1981), Kančendženga (1981), Lhoce (1984) a Mount Everest (1987). Toto himálajské dobrodružství poutavě zmapoval slovenský režisér Pavol Barabáš v dokumentu Vábenie výšok (2017).
Expedice na himálajskou horu Makalu v roce 1973, nacházející se v Nepálu, která je pátou nejvyšší horou světa byla námětem pro TV film. Ivan Gálfy byl předlohou
pro hlavní postavu vedoucího expedice Ivana Kaščáka. Československá výprava se pokusila zdolat vrchol náročnou trasou, tzv. jižním pilířem, bohužel však skončila tragicky. Ve výšce 8000 m došlo k vážnému zranění jednoho ze tří horolezců.

## Funkce, ocenění a další
Byl dlouholetým členem Horské služby a od roku 1976 byl jejím náčelníkem. V letech 1983–1988 byl předsedou československého horolezeckého svazu. Spolupracoval na filmech a seriálech s horskou tematikou. Je též autorem dvou knih a většího množství článků.
Jeho syn Róbert Gálfy je také horolezcem.

### Dokumenty
- BARABÁŠ, Pavol; Vábenie výšok 2017, 105 min. (Vábení výšek, Addicted to Altitude)